# Ирис и поручниково срце
Ирис и поручниково срце (швед. Iris och löjtnantshjärta) јесте шведска драма из 1946. редитеља Алфа Сјоберга.
Маи Зетерлинг, Алфом Кјелин и Оке Класон тумаче главне улоге. Филм је утврдио интернционални профил и репутацију глумице Зетерлингове. Она се убрзо након тога преселила се у Британију да сними филм Фрида (1947).
Филм је адаптација истоименог романа из 1934. који је написао Оле Хедберг.

## Глумачка подела
- Маи Зетерлинг – Ирис Матсон, собарица госпође Асп
- Алф Кјелин – Роберт Мотандер, поручник
- Оке Класон – Оскар Мотандер, Робертов отац
- Холгер Ловенадлер – Балтзар Мотандер, Робертов брат
- Маргарета Фален – Грета Мотандер, Балтазорава жена
- Ингрид Бортен – Малин 'Мери' Волбек, Робертова полусестра
- Ејнар Акселсон – Франс Волбек, Маријин муж
- Гул Наторп – Еба Асп, Робертова тетка
- Стиг Џерел – Харалд Монтандер, Робертов рођак
- Петер Линдгрен – Сванте Монтандер, Робертов рођак
- Магнус Кестер – Емил Густел